# Залив Петрова
Залив Петрова (англ. Petrof Bay) — залив в Тихом океане на западной стороне острова Кую в Александровском архипелаге на юго-востоке Аляски, США.
Выходит в пролив Chatham Strait.
Залив был назван в 1924 году в честь сотрудника Бюро переписи населения США Ивана Петрова. Записи и сообщения из его поездок в конце XIX века стали ценным источником истории Аляски.